# Papilio anchisiades
Espèce
Papilio anchisiades ou Paon à taches rubis est une espèce d'insectes lépidoptères (papillons) qui appartient à la famille des Papilionidae, à la sous-famille des Papilioninae et au genre Papilio.

## Dénomination
Papilio anchisiades a été nommé par Eugen Johann Christoph Esper en 1788.
Synonymes : Papilio isidorus Bates, 1861; Papilio pompeius Kirby, 1871; Heraclides isidorus; Priamides anchisiades; Heraclides anchisiades.

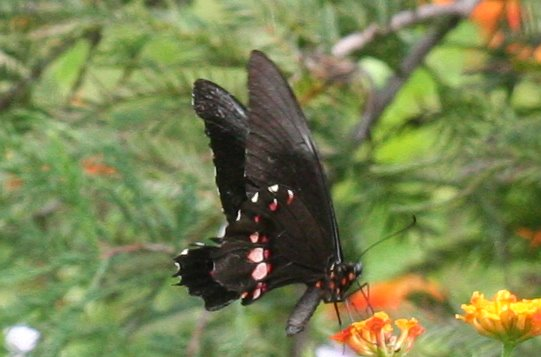
revers

### Sous-espèces
- Papilio  anchisiades anchisiades ; présent en Guyane, au Venezuela, en Colombie et au Pérou.
- Papilio  anchisiades capys (Hübner, [1809]) ; présent en Bolivie, au Paraguay et en Argentine.
- Papilio  anchisiades idaeus (Fabricius, 1793) présent au Texas, au Mexique et à Panama.
- Papilio  anchisiades lamasi (Brown, 1994) ; présent en Équateur.
- Papilio  anchisiades philastrius Fruhstorfer, 1915 ; présent à Trinidad[1].

### Noms vernaculaires
Papilio anchisiades se nomme Ruby-spotted Swallowtail ou Red-spotted Swallowtail en anglais.

## Description
Papilio anchisiades est un papillon d'une envergure de 70 mm à 100 mm, de couleur noire, aux ailes postérieures ornées d'une ligne submarginale de grosses taches ovales roses.

## Biologie
Il vole aux USA de mai à octobre en plusieurs générations.

### Plantes hôtes
Les plantes hôtes de sa chenille sont des Citrus, dont Citrus limon, des Zanthoxylum et Casimiroa edulis.

## Écologie et distribution
Il réside dans le sud de l'Amérique du Nord, au Texas (il est très rare au Kansas et en Arizona), au Mexique et à Panama, sur la  côte nord et ouest de l'Amérique du Sud,en Guyane, en Équateur, au Venezuela, en Colombie, en Bolivie, au Paraguay, et dans tout le sud de l'Amérique du Sud en Argentine et au Pérou.

### Biotope
Il réside dans les plantations de Citrus et les forêts tropicales.

### Protection
Pas de statut de protection particulier.